# Jesús Nogueiras
José de Jesús Nogueiras Santiago (* 17. Juli 1959 in Remedios, Provinz Villa Clara) ist ein kubanischer Schachspieler.
Bereits 1977 wurde Nogueiras zum Internationalen Meister ernannt. 1979 erhielt er den Großmeistertitel. Seit 2005 trägt er zusätzlich den Titel FIDE Senior Trainer.
1985 wurde er beim Interzonenturnier in Taxco de Alarcón mit 10,5 aus 15 Partien Zweiter hinter Jan Timman und qualifizierte sich zum Kandidatenturnier Montpellier 1985, wo er 6 Punkte aus 15 Partien erzielte. Im zentralamerikanischen Zonenturnier 1987 in Bayamo wurde er hinter Armando Rodríguez und Alonso Zapata Dritter gemeinsam mit Walter Arencibia und Guillermo García González. Gegen Arencibia und García konnte sich Nogueiras in einem Stichkampf durchsetzen. Beim anschließenden Interzonenturnier Zagreb 1987 erzielte er 11,5 aus 24 Partien.
Er hat zahlreiche gute Platzierungen auf internationalen Turnieren erreicht. So gewann er das Capablanca-Gedenkturnier in Cienfuegos 1984. Er wurde 1986 in Szirák hinter Lew Psachis und József Pintér mit Ian Rogers geteilter Dritter, sowie Vierter 1987 in Wijk aan Zee hinter Viktor Kortschnoi, Nigel Short und Ulf Andersson. Seine Position auf der Weltrangliste ermöglichte Nogueiras die Teilnahme am Schach-Weltcup 1988/89. 1991 gewann er gemeinsam mit Michail Tal und Julio Granda das Miguel-Najdorf-Gedenkturnier in Buenos Aires und 1997 das offene Carlos-Torre-Gedenkturnier in Mérida.
Nogueiras vertrat sein Land bisher bei 14 Schacholympiaden, und zwar in Malta 1980, Luzern 1982, Thessaloniki 1984, Dubai 1986, Thessaloniki 1988, Novi Sad 1990, Moskau 1994, Jerewan 1996, Elista 1998, Istanbul 2000, Bled 2002, Calvia 2004, Turin 2006 und Dresden 2008. Außerdem nahm er an den Mannschaftsweltmeisterschaften 1989, 1993, 1997 (jeweils in Luzern) und 2005 in Be’er Scheva, den Panamerikanischen Mannschaftsmeisterschaften in Junín 1987, Guarapuava 1991, Cascavel 1995, Mérida 2000, die er alle mit Kuba gewann, und den in Mexiko ausgetragenen Unter-26-Mannschaftsweltmeisterschaften 1978 und 1980 teil.
In der spanischen Mannschaftsmeisterschaft spielte er 1997 für Labradores Sevilla.
Er konnte die kubanischen Meisterschaften der Jahre 1977, 1978, 1984 (geteilt), 1991 und 2000 gewinnen.
Nogueiras ist bekannt für seinen vorsichtigen, positionellen Stil und gute Eröffnungskenntnisse. Mit Weiß spielt er meistens geschlossene Eröffnungen, während er mit Schwarz die Französische Verteidigung anstrebt, wo er ein Experte der Winawer-Variante ist.